# Orličan L-40
Die Orličan L-40 Meta Sokol ist ein tschechoslowakisches Sport- und Reiseflugzeug.

## Entwicklung
Bereits während des Zweiten Weltkriegs begann Ingenieur Zdeněk Rublič bei Beneš-Mráz in Choceň mit den Entwürfen zu einem ganz aus Holz bestehenden Sportflugzeug. Es erschien 1946 als Orličan – Beneš-Mráz war nach Kriegsende umbenannt worden – M-1 Sokol (Falke) und wurde 1949 durch einen Fernflug von Prag über Zürich, Athen, dem Fernen Osten bis nach Australien international bekannt und ein Erfolg.
Nachfolger war anfangs der Prototyp XLD-40 aus Ganzmetall und mit V-Leitwerk. Er wurde erstmals am 31. Juli 1950 vom Cheftestpilot Alfons Koblizek geflogen, offenbarte jedoch große Schwächen und verunglückte im September des gleichen Jahres wegen Kraftstoffmangels. Das Modell wurde danach umkonstruiert und bekam die Bezeichnung LD-40. Es erhielt unter anderem ein konventionelles Leitwerk und das charakteristische Fahrwerk, bei dem das Spornrad bis an die Tragflächenhinterkante vorgezogen worden war, so dass es trotz der Heckauslegung beim Rollen am Boden eine waagerechte Position einnahm. Die LD-40 hatte ihren Erstflug am 29. März 1956 und 1957 begann der Bau der ersten zehn Vorserienmaschinen, die noch mit 77-kW-Motoren Walter-Minor-4-III ausgestattet waren. Die Serienversion dieses letzten und nun L-40 Meta Sokol (Metall-Falke) genannten Modells war mit einem stärkeren 103-kW-Triebwerk LOM M 332 mit Kompressor und Verstellpropeller ausgestattet, von dem bis 1961 etwa 109 Stück gebaut und auch exportiert wurden.
Die GST der DDR erwarb 1959 fünf L-40 und benutzte sie als Reiseflugzeuge für Sportfunktionäre und bei Wettbewerben. Die letzte dieser Meta Sokols wurde 1984 außer Dienst gestellt.
| Die L-40 der GST |             |            |            |
| Werknummer       | Kennzeichen | Eintragung | Löschung   |
| 150508           | DM-WCL      | 29.04.1959 | 24.05.1976 |
| 150509           | DM-WCM      | 05.05.1959 | 17.10.1977 |
| 150511           | DM-WCN      | 05.05.1959 | 20.01.1983 |
| 150512           | DM-WCO      | 05.05.1959 | 08.10.1965 |
| 105513           | DM-WCP      | 05.05.1959 | 23.02.1984 |

## Technische Daten

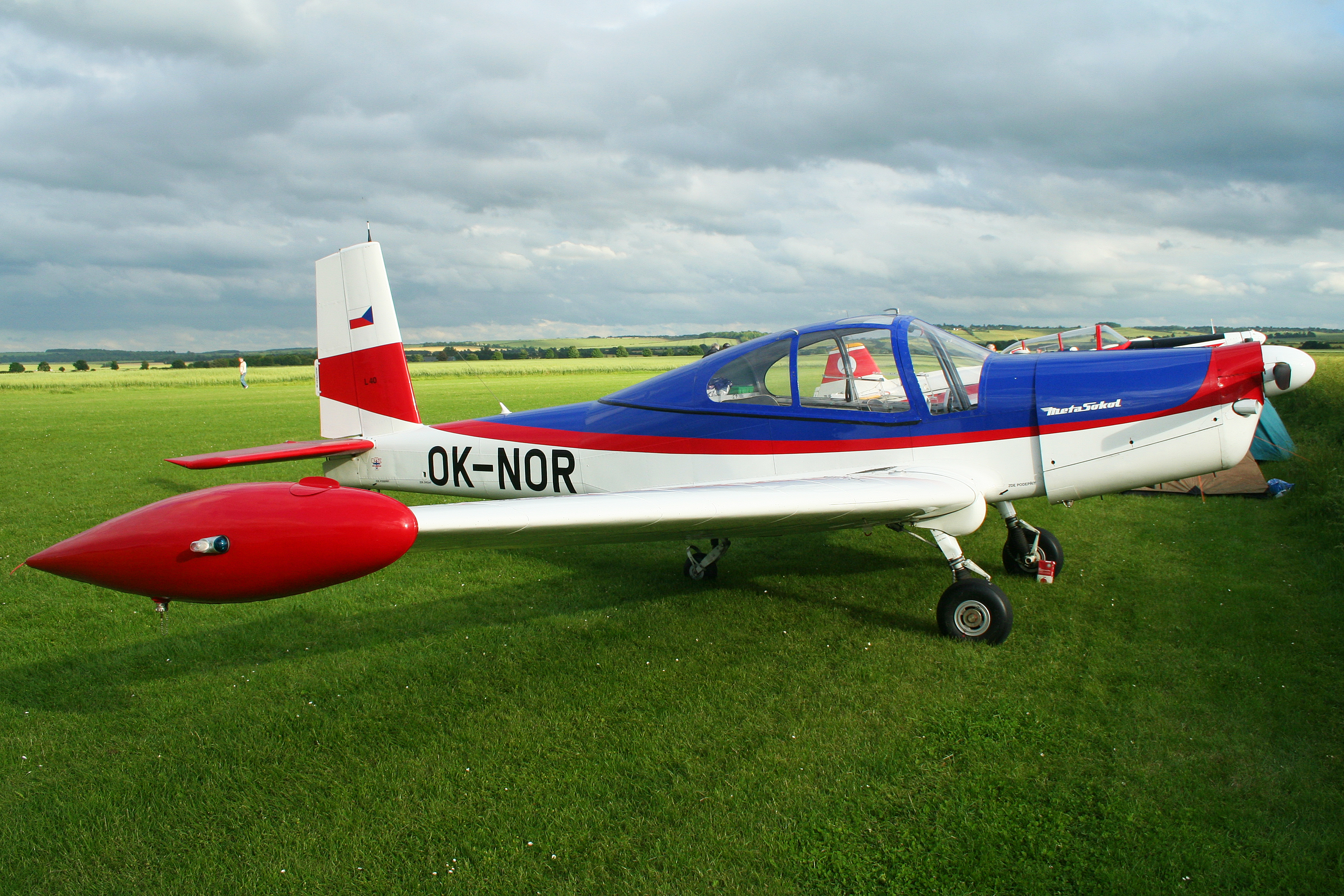
L-40 mit Flügelendtanks

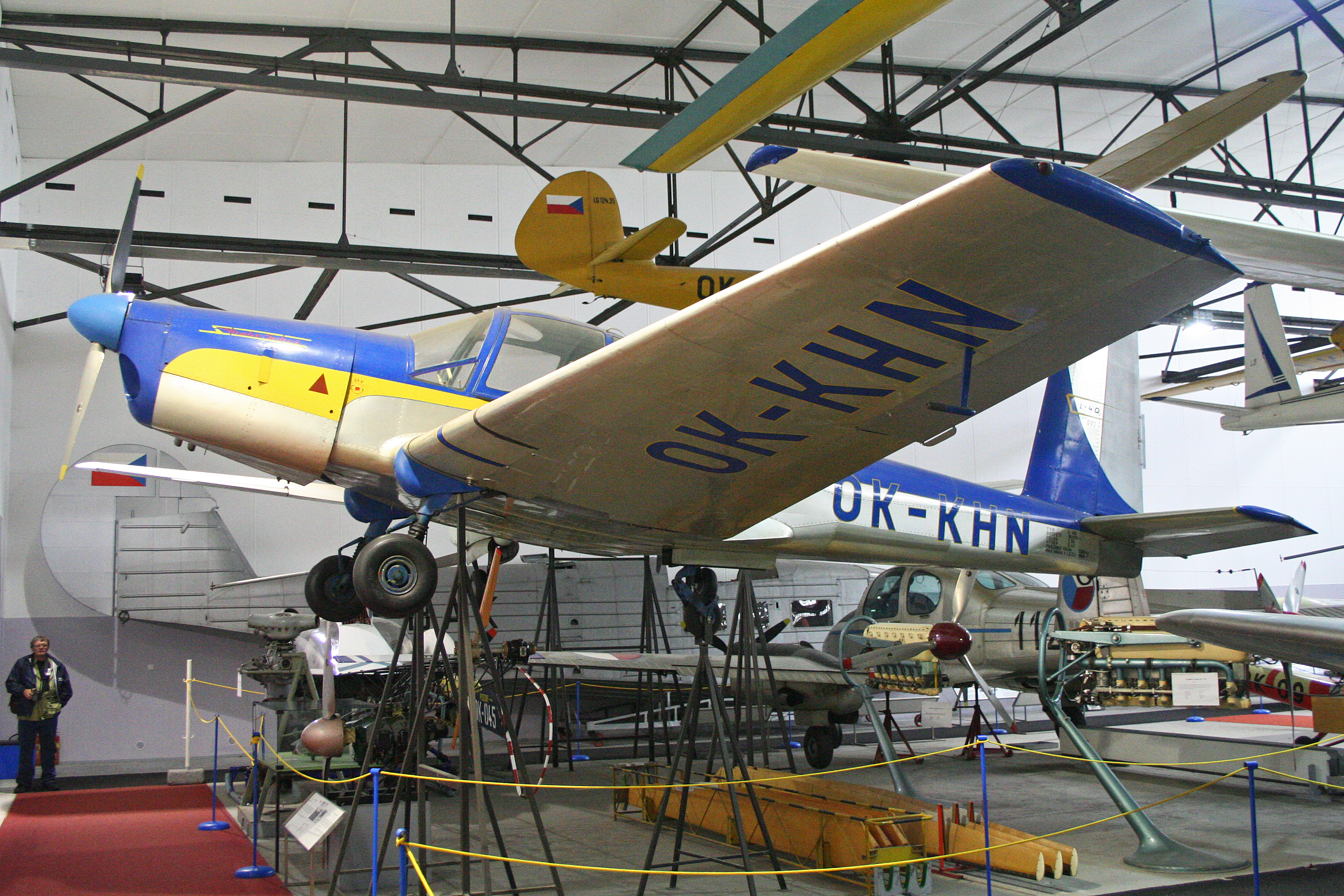
L-40 im Luftfahrtmuseum Kbely

| Kenngröße                     | Daten (XLD-40)                                         | Daten (LD-40)                                          | Daten (L-40)                                              |
| ----------------------------- | ------------------------------------------------------ | ------------------------------------------------------ | --------------------------------------------------------- |
| Besatzung                     | 1                                                      | 1                                                      | 1                                                         |
| Passagier                     | 3                                                      | 3                                                      | 3                                                         |
| Länge                         | 7,15 m                                                 | 7,15 m                                                 | 7,54 m                                                    |
| Spannweite                    | 10,05 m                                                | 10,05 m                                                | 10,05 m                                                   |
| Höhe                          |                                                        |                                                        | 2,52 m                                                    |
| Flügelfläche                  | 14,56 m²                                               | 14,56 m²                                               | 14,56 m²                                                  |
| Flügelstreckung               |                                                        |                                                        | 6,9                                                       |
| Flügelpfeilung                |                                                        |                                                        | 2°                                                        |
| V-Stellung                    |                                                        |                                                        | 6,5°                                                      |
| Flächenbelastung              | 58,3 kg/m²                                             | 58,6 kg/m²                                             | 64,40 kg/m²                                               |
| Leistungsbelastung            |                                                        |                                                        | 6,68 kg/m²                                                |
| Leermasse                     | 425 kg                                                 | 510 kg                                                 | 534 kg                                                    |
| Zuladung                      | 425 kg                                                 | 340 kg                                                 | 400 kg                                                    |
| Nutzlast                      |                                                        |                                                        | 314 kg                                                    |
| Startmasse                    | 850 kg                                                 | 850 kg                                                 | 934 kg                                                    |
| Triebwerk                     | ein luftgekühlter 4-Zylinder-Reihenmotor               | ein luftgekühlter 4-Zylinder-Reihenmotor               | ein luftgekühlter 4-Zylinder-Reihenmotor                  |
| Typ                           | Walter Minor 4-III                                     | Walter Minor 4-III                                     | LOM M 332 Sc mit Zweiblatt-Metall-Verstellpropeller V-410 |
| Startleistung Reiseleistung   | 105 PS (77 kW) bei 2500/min 80 PS (59 kW) bei 2300/min | 105 PS (77 kW) bei 2500/min 80 PS (59 kW) bei 2300/min | 140 PS (103 kW) bei 2700/min 100 PS (74 kW) bei 2550/min  |
| Kraftstoffverbrauch           | 24,5 l/h                                               | 24,5 l/h                                               | 21 l/h                                                    |
| Höchstgeschwindigkeit         | 240 km/h                                               | 230 km/h                                               | 237 km/h in Bodennähe                                     |
| Reisegeschwindigkeit          | 215 km/h                                               | 200                                                    | 204 km/h                                                  |
| Landegeschwindigkeit          |                                                        |                                                        | 95–99 km/h                                                |
| Steiggeschwindigkeit          | 2,73 m/s                                               |                                                        | 4,5 m/s                                                   |
| Steigzeit                     |                                                        | 5,50 min auf 1000 m Höhe                               |                                                           |
| Dienstgipfelhöhe              | 5000 m                                                 | 4850 m                                                 | 5000 m                                                    |
| Reichweite                    | 1000 km                                                | 850 km                                                 | normal 1047 km maximal 1107 km                            |
| Start-/Landestrecke über 15 m |                                                        |                                                        | 400 m / 525 m                                             |